# Jan Olof Stenflo
Jan Olof Stenflo, född 1942 i Nykyrka församling, Skaraborgs län, är en svensk astronom. Han är bror till Lennart Stenflo. Han blev 1980 professor i astronomi vid Zürichs universitet. Han blev ledamot av Vetenskapsakademien 1984.